# Batagaika-krater

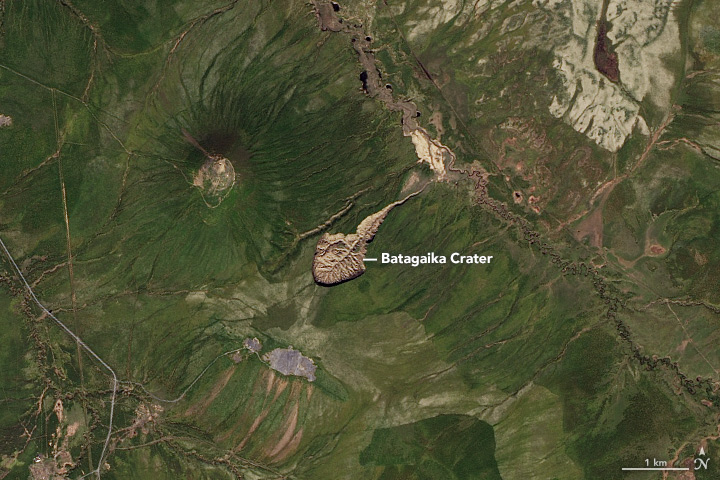
De Batagaika-krater in 2016

De Batagaika-krater (Russisch: Батагайский кратер) is een permafrostkrater in het Tsjerskigebergte in Jakoetië te Rusland. De krater is in de jaren zestig ontstaan, in de eerste plaats door ontbossing waardoor de schaduwwerking van de bomen verdween en de grond eronder ontdooide. Klimaatverandering, en als gevolg daarvan oplopende temperaturen, leiden tot thermokarst, een proces waarbij landschapsvorming optreedt door smeltende permafrost. 
Met een breedte van 979 meter (2018) is de krater de grootste permafrostkrater ter wereld.